# Thuidium pinnatulum
Thuidium pinnatulum är en bladmossart som beskrevs av Lindberg in Ångström 1876. Thuidium pinnatulum ingår i släktet tujamossor, och familjen Thuidiaceae. Inga underarter finns listade i Catalogue of Life.